# Чорнолакова кераміка

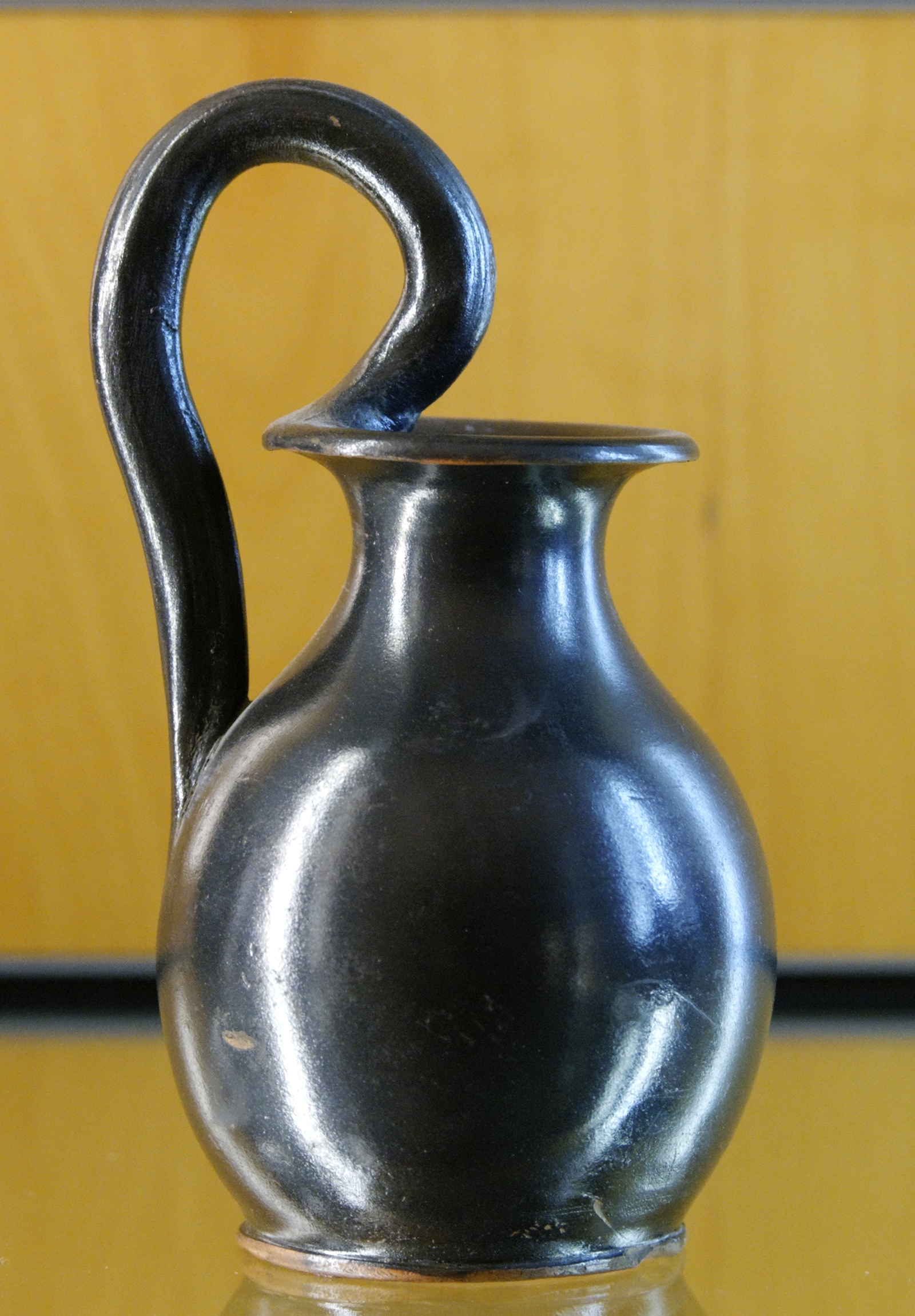
Чорнолакова ольпа, VI століття до н. е., Музей витончених мистецтв, Ліон

Чорнолакова кераміка — тип давньогрецької кераміки. У сучасному вжитку може також позначати посуд із чорним лаковим покриттям.
Чорнолакова кераміка у Стародавній Греції була поширена в архаїчний період. Під час обпалу шляхом спікання залізовміщуючих глин отримували чорне покриття із блискучою, майже глянцевою поверхнею. Іноді чорнолакову кераміку прикрашали глазурю білого, червоного або золотого кольорів.
З V століття до н. е. чорнолакова кераміка поступово витіснялась ошатною керамікою із червонофігурним вазописом, яка почала користуватись значно вищим попитом на ринку Середземномор'я. Проте і в добу еллінізму чорнолаковий посуд залишався досить популярним, вироблявся не тільки власне у Греції та експортувався у різні регіони.